# Бекет (филм)
Вижте пояснителната страница за други значения на Бекет.
„Бекет“ (на английски: Becket) е британско-американски игрален филм – историческа драма, излязъл по екраните през 1964 година, режисиран от Питър Гленвил с участието на Ричард Бъртън, Питър О'Тул и сър Джон Гилгуд в главните роли. Сценарият, написан от Едуард Анхалт, е адаптация по едноименната пиеса от Жан Ануи.

## Сюжет
Филмът разказва историята на Хенри II (О'Тул), крал на Англия, който издига своя приятел и довереник Томас Бекет (Бъртън) до високия пост архиепископ на Кентърбъри, с цел упражняване на влияние в църковните среди. Приемайки поста с неохота в началото, постепенно Бекет се отдава изцяло на духовната си служба, карайки краля да се чувства изоставен.

## В ролите
| Актьор          | Роля                                   |
| --------------- | -------------------------------------- |
| Ричард Бъртън   | Томас Бекет, архиепископ на Кентърбъри |
| Питър О'Тул     | Хенри II, крал на Англия               |
| сър Джон Гилгуд | Луи VII, крал на Франция               |
| Паоло Стопа     | папа Александър III                    |
| Доналд Уолфит   | Гилбърт Фолио, епископ на Лондон       |
| Дейвид Уестън   | брат Джон                              |
| Мартита Хънт    | императрица Матилда                    |
| Памела Браун    | кралица Елеонор Аквитанска             |
| Шон Филипс      | Гуендолин                              |
| Феликс Айлмър   | Теобалд, архиепископ на Кентърбъри     |
| Джино Черви     | кардинал Замбели                       |
| Пърси Хърбърт   | барон                                  |
| Иниго Джаксън   | Робер дьо Бумо                         |
| Кристофър Роудс | Барон                                  |
| Джон Филипс     | епископ на Уинчестър                   |
| Франк Питингел  | епископ на Йорк                        |

## Награди и номинации
„Бекет“ е сред основните заглавия на 37-ата церемония по връчване на наградите „Оскар“, където е номиниран за отличието в цели 12 категории, печелейки статуетката за най-добър адаптиран сценарий. Произведението е удостоено с награда „Златен глобус“ за най-добър драматичен филм, а Питър О'Тул печели приза за най-добър актьор.